# Dracaena sarawakensis
Dracaena sarawakensis är en sparrisväxtart som först beskrevs av William Wright Smith, och fick sitt nu gällande namn av Stephen Jankalski. Dracaena sarawakensis ingår i släktet dracenor, och familjen sparrisväxter. Inga underarter finns listade i Catalogue of Life.